# Чернівецька обласна бібліотека для дітей
Чернівецька обласна бібліотека для дітей — спеціалізована обласна бібліотека в місті Чернівці, культурно-освітній, інформаційний та дозвіллєвий центр. Підпорядковується Міністерству культури та інформаційної політики України. Заснована 1944 року. Обслуговує дітей, підлітків та організаторів дитячого читання. 
Бібліотека щорічно обслуговує 10,0 тис. користувачів.

## Історія
Чернівецька обласна бібліотека для дітей була заснована 10 вересня 1944 року в приміщенні бібліотеки для дорослих з фондом 1 тис. книжок. 29 листопада 1944 р. відбулося урочисте відкриття у приміщенні на вул. Шевченка, 29.

## Структура бібліотеки
Адміністрація
Бухгалтерська служба
Відділ комплектування, обробки, зберігання та реставрації документів
Відділ науково-методичної та інформаційно-бібліографічної роботи
Відділ обслуговування дошкільників та учнів 1-4 класів
Відділ обслуговування учнів 5-9 класів
Господарський відділ

## Фонд
Універсальний фонд бібліотеки налічує 94,8 тис. документів.
Довідково-бібліографічний апарат складається з каталогів — абеткового та систематичного, систематичної картотеки статей, краєзнавчої картотеки, картотеки: «Методично-бібліографічних матеріалів для організаторів дитячого читання», «Чернівці і чернівчани», «Лауреати літературних премій», «Гордість Буковини».
До послуг користувачів: інтернет та Wi-FI, дитяча дозвіллєва кімната «Почитаймо та пограймо!»

## Проєкти та онлайн-проєкти бібліотеки
Регіональний проєкт «Буковина читає дітям» спрямований на відродження традицій читання у родинному колі, зацікавленість дітей в користуванні друкованою книгою, залучення їх до систематичного читання. Учасники зустрічаються зізнаними людьмибуковинського краю, які на власному прикладі  розповідають про вплив книги на їх життя. Книголюби зустрічались з відомими людьми Буковини: письменниця Віра Китайгородська, поет Мар'ян Лазарук, професор Чернівецького національного університету ім. Ю. Федьковича Володимир Антофійчук, поет Віталій Демченко, фольклорист і краєзнавець Мірча Мінтенко, письменниця Елеонора Скіпор, художниця Раїса Рязанова, лучники Лідія Січеннікова і Михайло Косташ, директор Чернівецького академічного українського обласного музично-драматичного театру імені О. Кобилянської Юрій Марчак, українська поетеса, музейник Євдокія Антонюк-Гаврищук (1944—2018 рр.), педагог, дитяча письменниця Ольга Савченко-Гнатюк, радіо і телеведуча Ольга Калініченко, український громадський діяч, науковець, політолог, виконувач обов'язків голови Чернівецької обласної державної адміністрації (з 23 листопада 2018 року по 22 листопада 2019 року), Михайло Павлюк, диктор Чернівецького радіо Марія Андронік, віце-міс Буковини-2008 Ірина Ткач, учасник Х-фактору Олександр Шенгера, художниця Тетяна Полушина, поетеса, член Національної спілки журналістів України, Олена Логінова, письменниця та головний редактор дитячого арт-видавництва «Чорні вівці» Христя Венгринюк, дитяча письменниця Зірка Мензатюк, драматург, заслужений журналіст України, Василь Довгий (1941—2018 рр.), письменник Василь Місевич та інші.
Цільовий проєкт «Я - буковинець! Я - українець!», мета якого - формування у підростаючого покоління почуття патріотизму, національної гордості, любові до рідної землі, в рамках якого проходять зустрічі читачів з письменниками, видавцями, відомими особистостями краю тощо. Партнери проєкту ГО «Об’єднання митців Буковини», Чернівецька обласна організація Національної спілки письменників України, Чернівецьке обласне об’єднання Всеукраїнського товариства «Просвіта» ім. Т. Шевченка, «Волонтерський рух Буковини», видавництва Буковини. На проєкті читачі зустрічались з літератором, волонтером М. Лисичем, деканом кафедри сучасної української мови філологічного факультету ЧНУ ім. Ю. Федьковича Аллою Антофійчук, деканом філологічного факультету ЧНУ ім.. Ю. Федьковича, професором Борисом Бунчуком, письменником Мирославом Лазаруком, поетесою, громадською діячкою Валентиною Буняк, письменницею, громадською діячкою Олександрою Приходько-Возняк, письменником Георгієм Шевченко, з членами ГО «Об’єднання митців Буковини».
Завдячуючи проєкту «Еко-альтанка у дворику бібліотеки» в рамках проєктів соціальної дії «Активні громадяни» за сприяння Британської Ради спільно з ГО «Міцна громада», ГО «Молодіжна Платформа» відкрита нова локація для проведення культурно-освітніх заходів з читачами-дітьми на свіжому повітрі. Це майстер-класи з висадки квітів, марафони чистоти «Будь відповідальним», виконання виробів в техніці пап’ємаше з макулатури, еко-уроки «Наш виклик або як розвиватися у стилі Eko-mind» тощо.
Проєкти «Безпечне літо з поліцейським» та «Казка з поліцейським» здійснюються за участі шкільних офіцерів поліції Управління патрульної поліції в Чернівецькій області. Читачі разом з офіцерами поліції вивчають правила безпеки дорожнього руху, правила поводження на водоймах, у лісі, на ставку, на річці. Поліцейські разом з читачами моделюють ситуації та читають книги.
Проєкт «Майстерня добра «Читаємо з чотирилапими»» заохочує дітей до читання через організацію заходів з тренерами «Школи каністерапії». Діти щомісяця зустрічаються з чотирилапими, комунікують та читають разом з ними книги, пробуджуючи  гуманне, безпечне та відповідальне ставлення до тварин.
Аудіопроєкт «Reised by books – вихований книжками» на допомогу онлайн-школі втілюється Чернівецькою обласною бібліотекою для дітей та Управлінням патрульної поліції в Чернівецькій області. Аудіопідкасти записуються фахівцями бібліотеки, студентами, офіцерами поліції та представлені на сайті бібліотеки. Проєкт отримав приз глядацьких  симпатій у II-му обласному ярмарку бібліотечних послуг «Це цікаво місцевій громаді» у номінації «Сайт, блог, соціальні мережі – інноваційний шлях популяризації читання» та став переможцем в номінації «Обслуговування користувачів-дітей» у Всеукраїнському огляді-конкурсі обласних бібліотек для дітей 2021 року.
Онлайн-проєкт «Читаємо «Буковинчики»» популяризує твори для дітей та про дітей, які ввійшли до книги «Буковинчики» (ВД «Букрек» 2020, упоряд.О. Поляк). Автори творів та відомі краяни читають твори, які ввійшли до збірки, а відео транслюється на сторінці «Чернівецька обласна бібліотека для дітей» у соціальній мережі Фейсбук.
Онлайн-проєкт #Читай_думай_нотуй, спрямований на популяризацію сучасної дитячої та підліткової літератури, який став популярним серед користувачів Facebook-сторінки Чернівецької обласної бібліотеки для дітей. Експертами проєкту є багаторічні друзі бібліотеки: Олена Логінова, поетеса, член Національної спілки журналістів України, та Анастасія Лучишин, активна читачка бібліотеки, переможниця Всеукраїнського конкурсу дитячого читання «Книгоманія – 2020».
Онлайн-проєкт «Читаємо разом з УІК» презентує нові книги від Українського інституту книги для дошкільнят та молодших школярів за участі читачів бібліотеки на сторінках бібліотеки у соціальних мережах.
Пріоритетним напрямком в діяльності бібліотеки обрано освоєння інформаційного простору, комфортного для читачів-дітей, становлення бібліотеки як провідного регіонального центру з обслуговування  дітей, батьків та педагогів. Останніми роками відбулося значне формування комп'ютерного парку, придбання мультимедійного проектора та дошки.

## Корпоративні проєкти
Нового змісту набула організаційно-методична діяльність бібліотеки. Завдяки цьому бібліотека стала авторитетною серед бібліотечної громадськості області, освітянської спільноти.
Бере участь у низці корпоративних проєктів, ініційованих Національною бібліотекою України для дітей: «Корпоративний розпис статей з періодичних видань» («КОРДБА») (з 2010 р.); «Почитайко» (з 2023 р.); електронний інтерактивний рекомендаційний ресурс «КЛЮЧ» (Краща Література Юним Читачам) (з 2014 р.); «Електронна бібліотека методичних та бібліографічних матеріалів» (з 2023 р.)

## Офіційний сайт та блог
Бібліотека висвітлює свою діяльність на сайті  http://bukovinchiki.cv.ua та блозі http://children29.blogspot.com,  широко представлена в соціальних мережах: Facebook, Instagram, Телеграм.

## Клуби та гуртки
- «Цікаві зустрічі»
- «Буковинчики»
- «Паперова майстерня» (оригамі, квілінг)
- «Книжкова лікарня»
- «Коли оживають ляльки»